# Miesbach
Miesbach település Németországban, azon belül Bajorországban. Lakosainak száma 12 109 fő (2023. december 31.). Miesbach Weyarn és Irschenberg községekkel határos.

## Népesség
A település népessége az elmúlt években az alábbi módon változott:
| Lakosok száma | 1988 | 5170 | 5314 | 9571 | 11 027 | 11 241 | 11 414 | 11 477 | 11 469 | 12 109 |
|               | 1875 | 1950 | 1975 | 1987 | 2012   | 2014   | 2016   | 2017   | 2021   | 2023   |

## Története

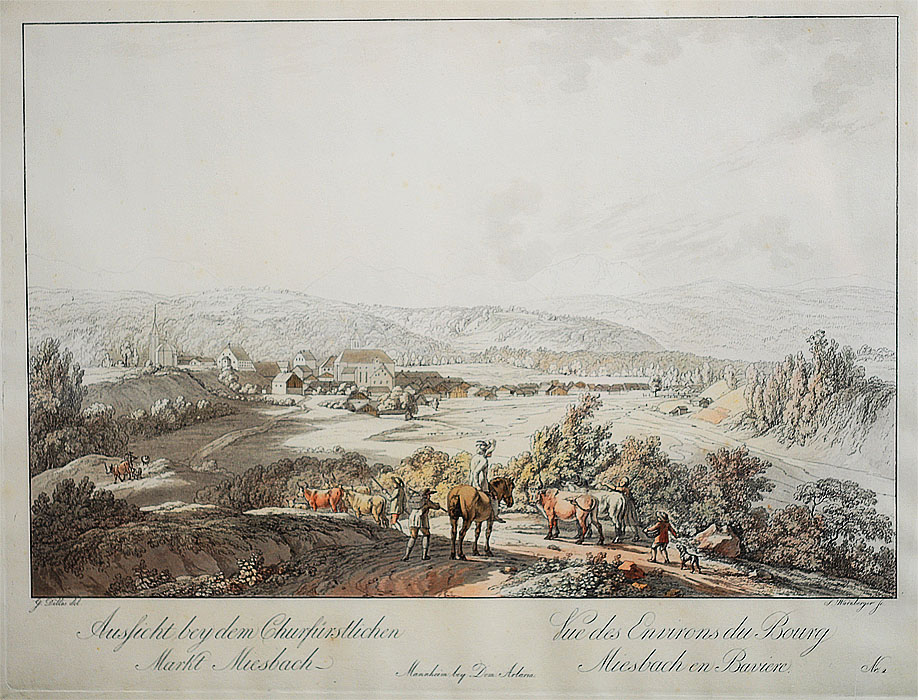

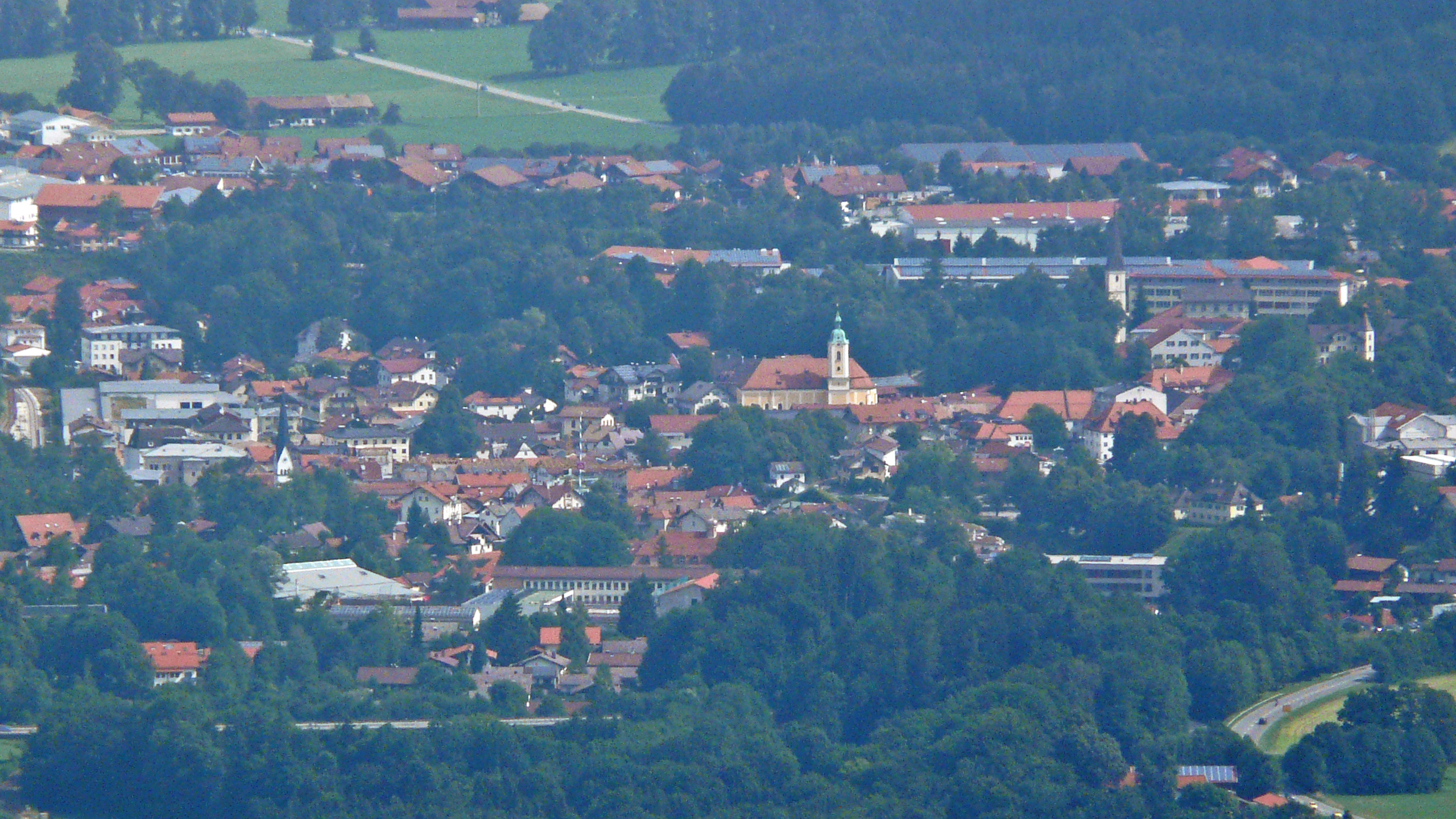
Miesbach látképe

Miesbach a Hohenwaldeck birodalmi grófság területének központja. Ez a terület csak 1734 óta tartozik Bajorországhoz. A Waldeck grófok birtokaik függetlenségét elkeseredett harcokban igyekeztek megvédeni. Utoljára 1705-ben, a München alatti Sendlingben megvívott csatába küldte el a terület minden falva legalább tíz legbátrabb fiát - és szenvedett véres vereséget. 
A Hohenwaldeck birtok egykori határát nagyjából nyugat felől a Schlierach-patak és a Schliersee nevű tó, délről a tiroli hegyek, kelet felől pedig a Leitzbach-patak jelölik.
A Schlierach-patak  700 méter magas fennsíkján fekvő Miesbach régebben tarka teheneiről volt nevezetes, ma kisebb iparváros, és egyben üdülőhely is. Lakosainak különösen szép népviseletét ma a legjellegzetesebb alpesi bajor viseletként tartják számon.
A Waldek grófok kastélya (Burg Waldeck) fennmaradt ugyan, de művészettörténeti szempontból érdektelen. A várkastély egyik szárnyában helytörténeti múzeumot (Heinmatmuseum) rendeztek be.
A városban lévő plébániatemplom (Pfarrkirche Maria Himmelfahrt) késő gótikus épülete leégett; 1783-1786 között építették újjá. Ez időből származtik a főoltáron a Roman Anton Boos által faragott feszület. Ettől mintegy száz évvel korábbi a Fájdalmas anya, melyet Johann Millauer faragott.
A községnek van szabadstrandja és műjégpályája is.

## Galéria

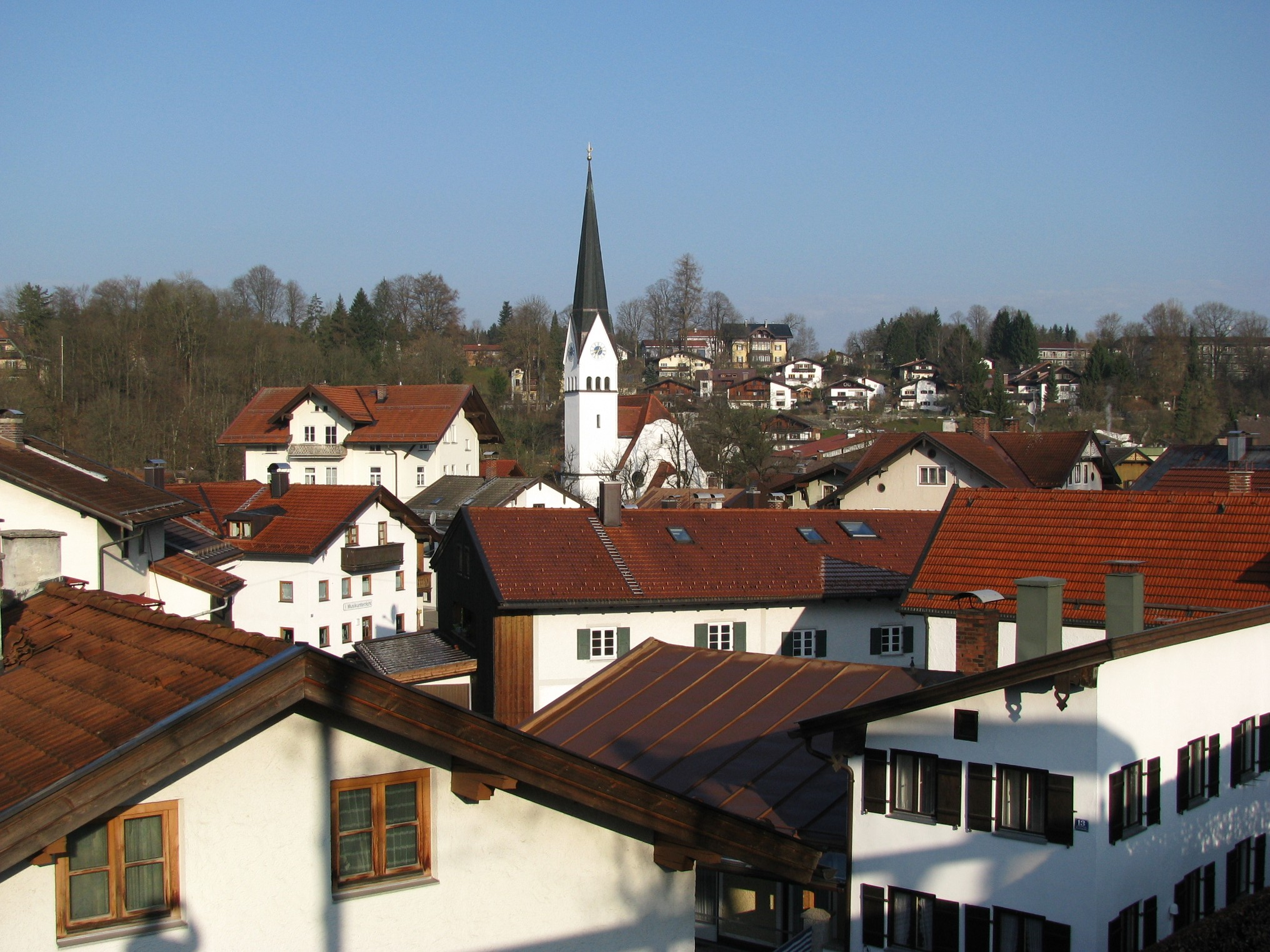
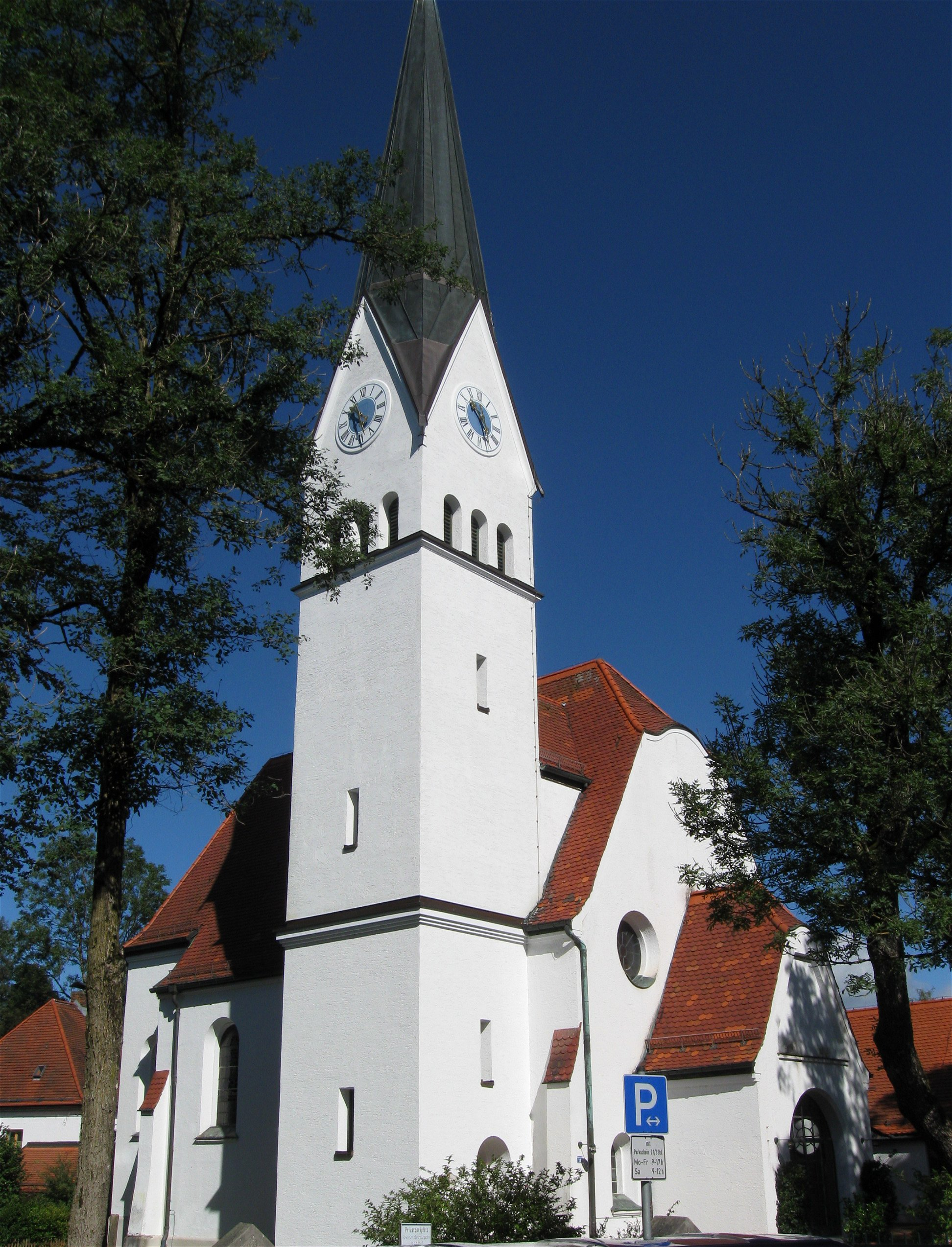
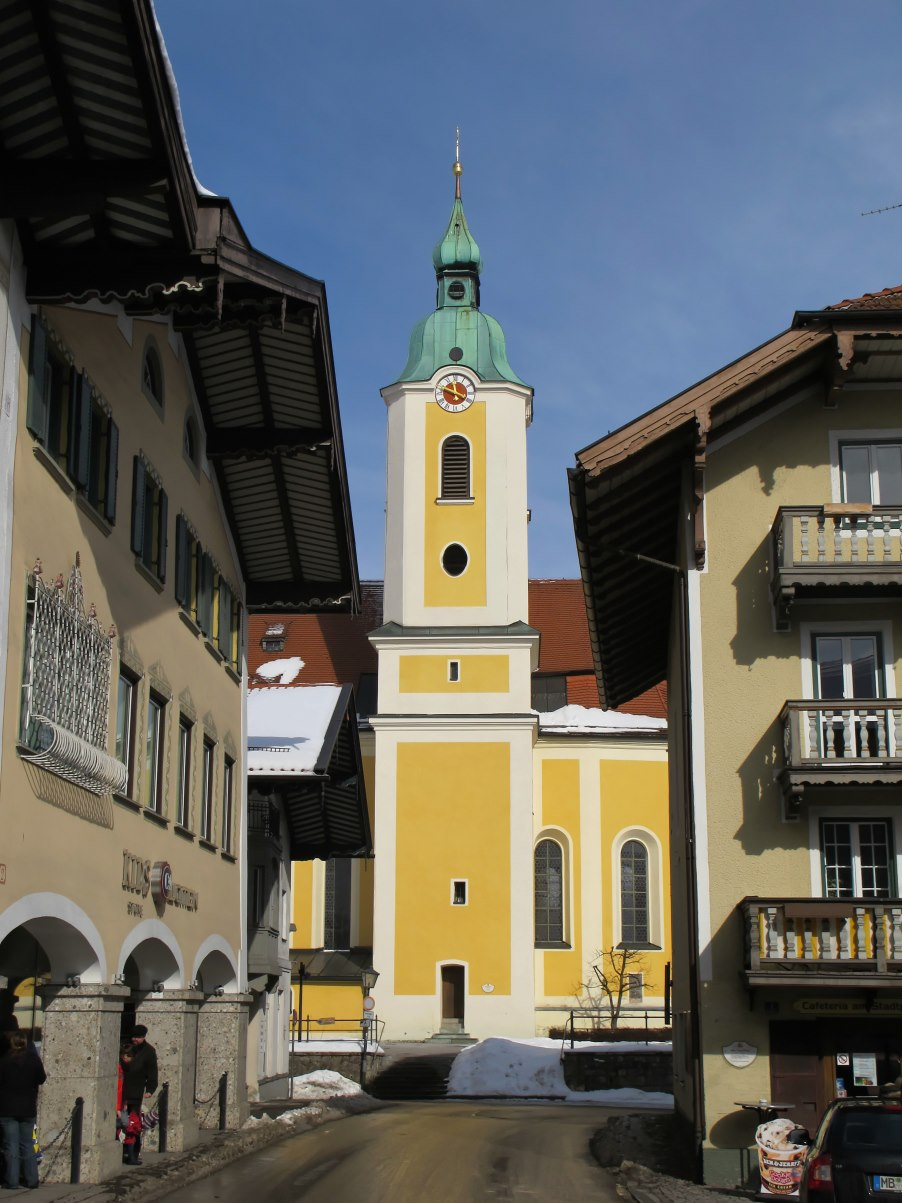
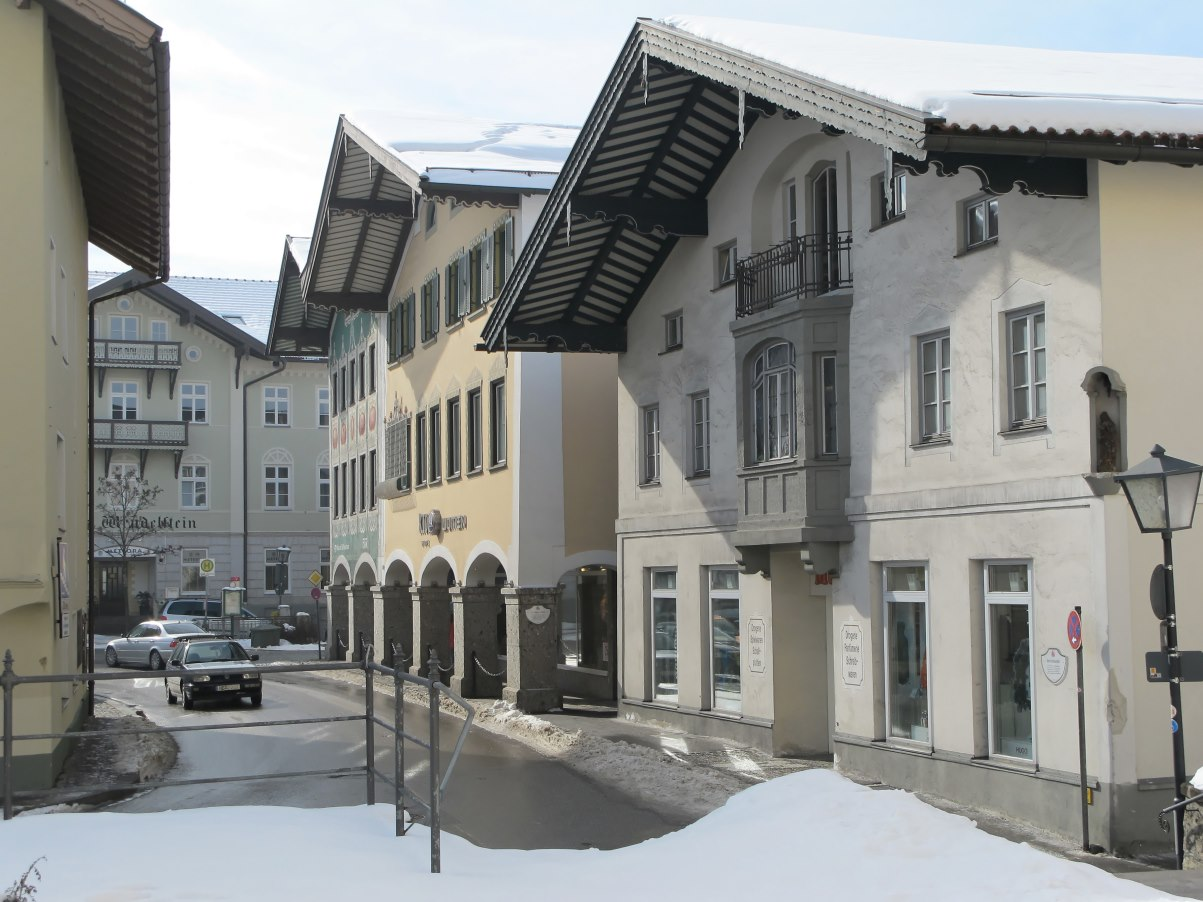
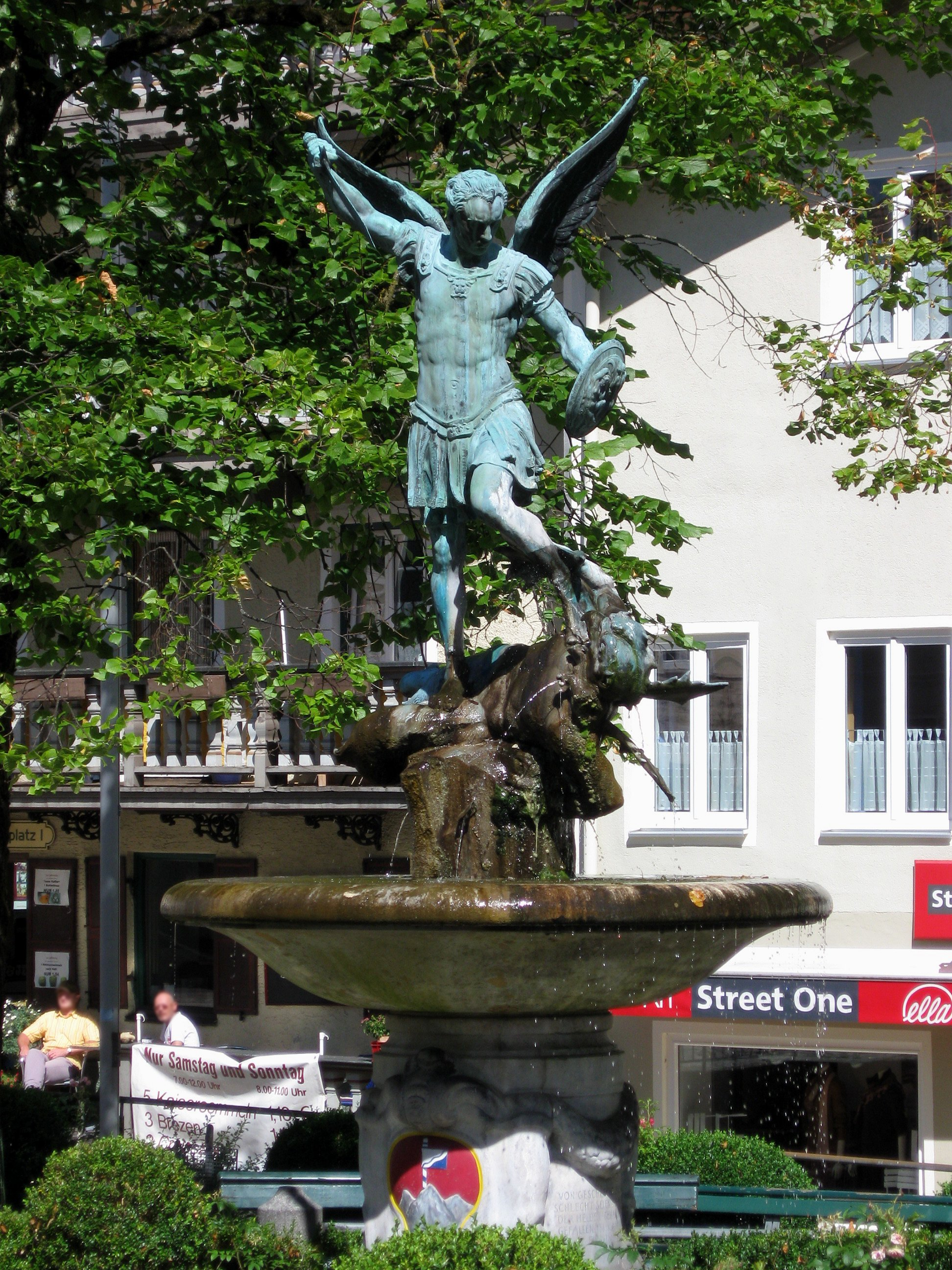
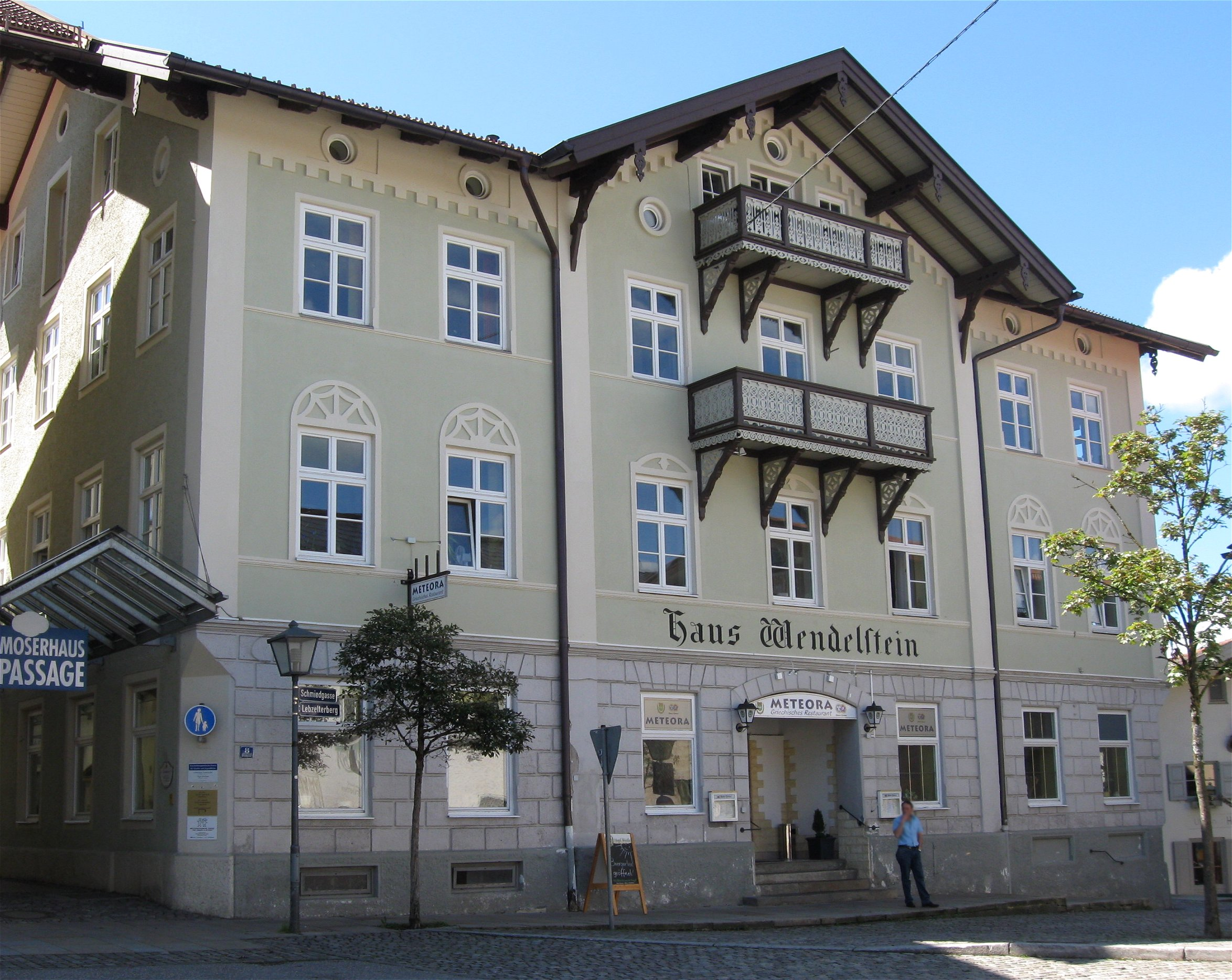
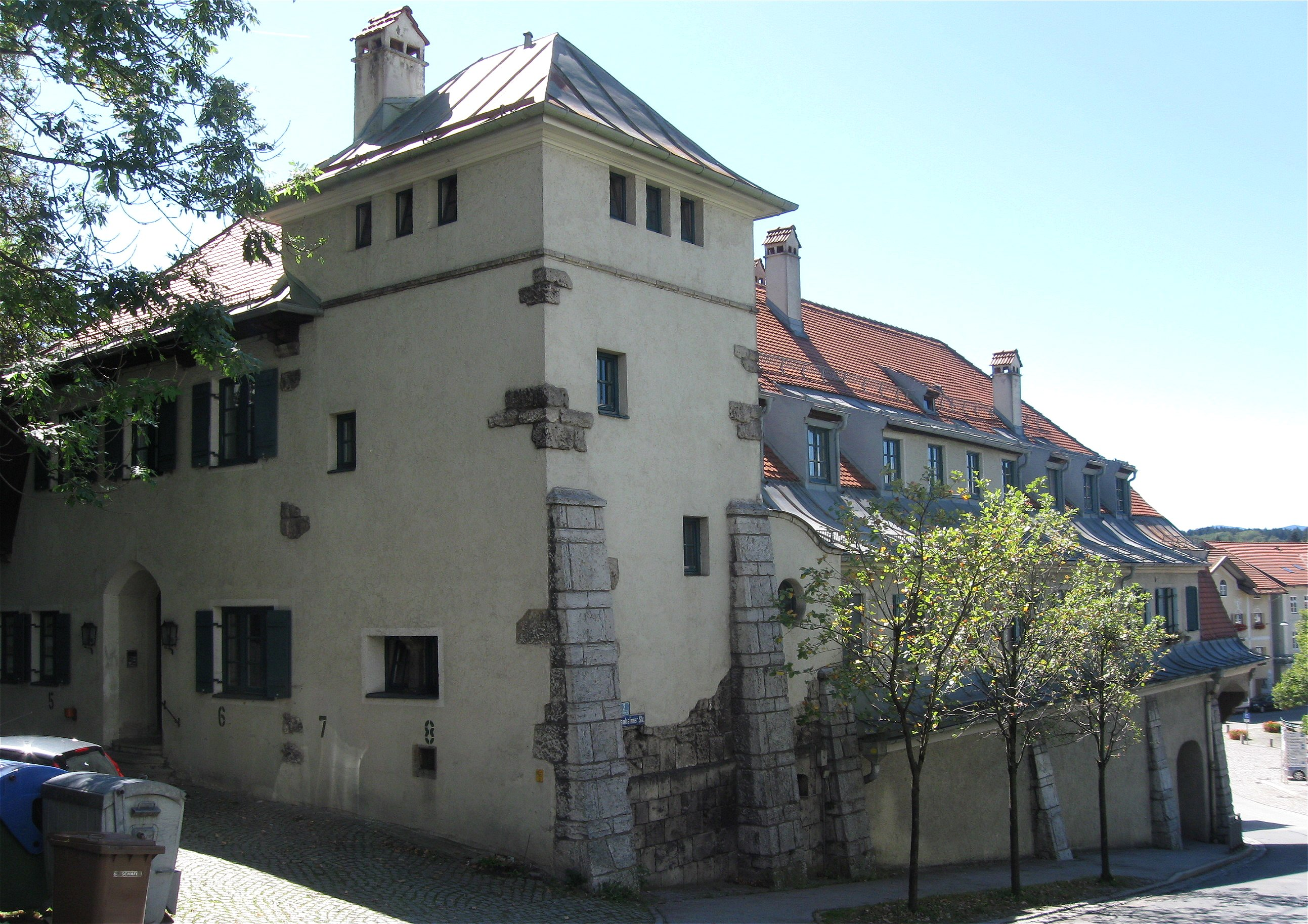
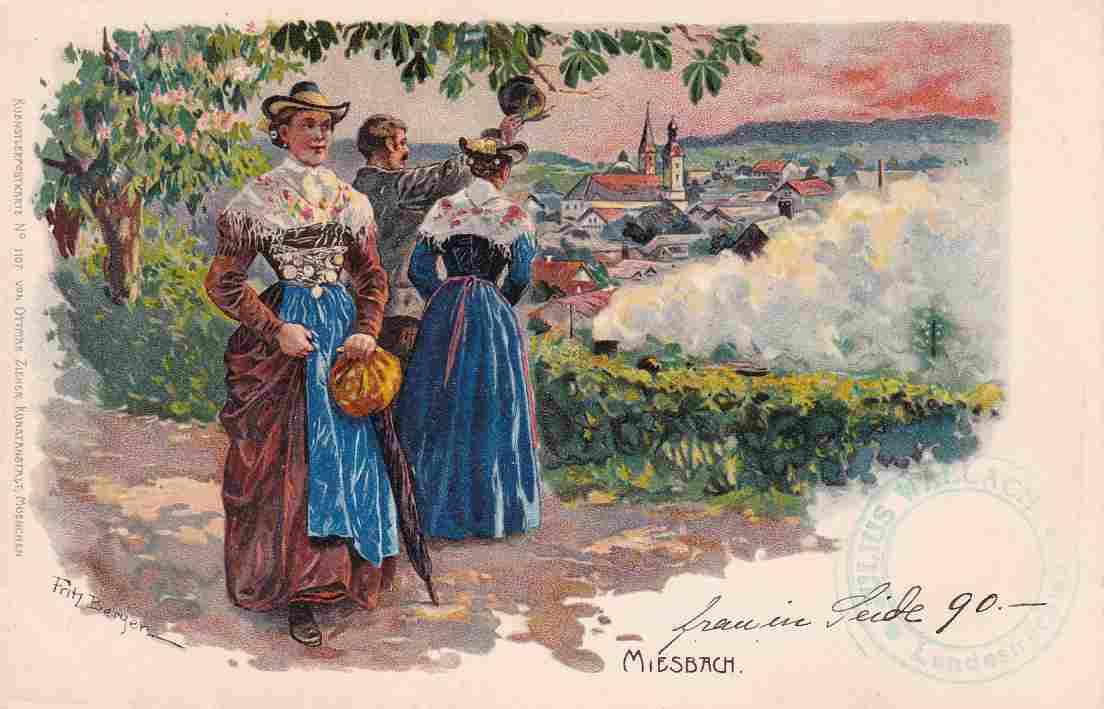

## Nevezetességek
- Burg Waldeck - a Waldeck grófok egykori kastélya. Ma helytörténeti múzeum van benne.
- Pfarrkirche Maria Himmelfahrt plébániatemplom